# Gymnázium Zikmunda Wintra Rakovník
Gymnázium Zikmunda Wintra Rakovník je střední škola v Rakovníku, příspěvková organizace Středočeského kraje. Založeno bylo už v roce 1833 jako první česká reálka a pojmenováno je po spisovateli Zikmundu Winterovi, který zde deset let vyučoval.
Gymnázium, které lze absolvovat ve čtyřleté i osmileté formě studia, je fakultní školou Fakulty elektrotechnické ČVUT a Přírodovědecké fakulty UK, spolupracuje také s Vysokou školou chemicko-technologickou a dalšími vysokými školami.

## Historie
Na počátku rakovnického gymnázia stojí pražský arcibiskup Václav Leopold Chlumčanský, který se jako anonymní dárce rozhodl podpořit založení piaristického gymnázia v Liberci. Matyáš Kalina z Jäthensteinu jej ale nakonec přesvědčil, že lépe bude zřídit dvě praktičtěji zaměřené školy, tzv. reálky, z toho jednu v Rakovníku. Kvůli tomu se dosavadní místní triviální škola změnila v roce 1829 na čtyřtřídní hlavní školu, která byla přípravkou pro studium na reálkách. Téhož roku byla vydána zakládací listina reálky, pro niž měly být původně adaptovány prostory cisterciáckého domu (dnes sídlo muzea T. G. M.), což ale ukázalo jako nedostatečné řešení a tak se u kostela sv. Bartoloměje podle návrhu stavitele A. Müllera postavila budova zcela nová. Její stavba i pozdější provoz školy byl kromě fondu arcibiskupa Chlumčanského mj. financován ze zvláštní místní daně, tzv. pivního krejcaru. Výuka začala už ve školním roce 1833/1834, a proto je považována za nejstarší reálku v Čechách, byť vlastní stavba byla definitivně dokončena až o tři roky později.
Zpočátku byla vyučovacím jazykem pouze němčina, v letech 1862–1866 se vyučovalo dvojjazyčně a až poté se reálka stala plně českou školou. Žáci navštěvovali zejména praktické předměty jako bylo účetnictví, zbožíznalství, strojírenství, stavitelství či rýsování, ale také chemii, dějepis nebo zeměpis, včetně bohaté výuky cizích jazyků. Takto původní učební osnovy určil ještě František Josef Gerstner, profesor na pražské univerzitě, a v život je uvedli podle přání fundátora školy piaristé. Po roce 1849 školu vedli premonstráti ze Strahova, od roku 1872 již sedmitřídní, tedy vyšší reálku, provozovali jako necírkevní školu sami rakovničtí měšťané a v roce 1892 byla pod názvem „C. k. česká škola reálná“ převedena na stát. Vyučovala zde tehdy řada osobností, kromě spisovatele Zikmunda Wintra např. hudební skladatel Jan Pavel Martinovský, geolog Jan Kušta, matematik Antonín Sýkora nebo dramatik a režisér Josef Šmaha.
Po vzniku Československa se přejmenovala na „Státní vyšší reálnou školu“ a např. ve školním roce 1924/1925 zde studovalo 569 studentů, z toho 97 dívek. Působilo na ní též rodičovské sdružení, které v roce 1936 prosadilo přeměnu reálky na osmileté reálné gymnázium, které už o rok později získalo čestný název „Státní čs. reálné gymnasium dr. Zikmunda Wintra“. Těžké časy přišly s německou okupací, kdy se zavedla opět výuka v němčině, školu museli opustit židovští studenti, řada profesorů byla perzekvována a vzhledem k válečným událostem sem byli sestěhováni žáci z ostatních rakovnických škol, neboť ty sloužily jako vojenské lazarety. Počátkem roku 1945 už byla výuka prakticky zastavena a teprve konec války znamenal postupný návrat k normálním poměrům.
Ne však na dlouho, i rakovnické gymnázium zasáhl únor 1948, když zde působil akční výbor, kvůli kterému muselo školu opustit mnoho učitelů. Stejně jako i jinde byly nejdříve zrušeny první čtyři ročníky a nakonec v roce 1953 bylo gymnázium změněno na jedenáctiletou střední školu. Nicméně o sedm let později došlo k další transformaci na pouze tříletou střední všeobecně vzdělávací školu, aby se od školního roku 1968/1969 škola vrátila k podobě čtyřletého gymnázia, byť zaměřeného na výchovu spíše polytechnického charakteru s odbornou praxí. Vyučovaly se ovšem i humanitní předměty, které zde učil např. Zdeněk Brůžek. V roce 1983 v souvislosti s oslavou 150. výročí založení se také do názvu vrátil odkaz na Zikmunda Wintra, který byl odstraněn v 50. letech, od té doby se škola nazývá „Gymnázium Zikmunda Wintra“. Po sametové revoluci pak bylo znovu zavedeno i osmileté gymnaziální studium, byla navázána spolupráce se školou v německém Illertissenu a provedena celková modernizace a rekonstrukce budovy, např. byl zřízen půdní ateliér nebo školní aula.

## Absolventi
Na rakovnickém gymnáziu studovala řada osobností, např.:
- Karel Burian, operní pěvec
- Lucie Černíková, herečka
- Nikol Leitgeb, herečka, influencerka
- Eugen Gura, operní pěvec
- Antonín Hasal, generál
- František Herles, chemik
- Celda Klouček, sochař
- Pravoslav Kotík, malíř
- Josef Krejčí, politik
- Ladislav Machoň, architekt
- Václav Rabas, malíř
- Eduard Sochor, architekt
- Vlasta Štáflová, spisovatelka
- Zdeněk Štěpánek, herec
- Čeněk Vaněček, starosta
- Hanuš Zápal, architekt